# Yael Averbuch
Yael Averbuch (Montclair, New Jersey, 1986. november 3. –) amerikai női válogatott labdarúgó.

## Pályafutása
2019. május 2-án krónikus bélgyulladása miatt jelentette be visszavonulását.

## Sikerei

### Klubcsapatokban
Amerikai bajnok (1):
- NWSL bajnok (1):
- Kansas City: 2015

 Orosz bajnok (1):
- Rosszijanka (1): 2012

 Svéd kupagyőztes (1): 
- Kopparbergs/Göteborg (1): 2012

 Svéd szuperkupa győztes (1): 
- Kopparbergs/Göteborg (1): 2013

### A válogatottban
- Algarve-kupa győztes (3): 2010, 2011, 2013

## Statisztikái

### Válogatott
| Egyesült Államok | Egyesült Államok | Egyesült Államok |
| Év               | Mérkőzés         | Gól              |
| ---------------- | ---------------- | ---------------- |
| 2007             | 2                | 0                |
| 2008             | –                | –                |
| 2009             | 1                | 0                |
| 2010             | 10               | 1                |
| 2011             | 3                | 0                |
| 2012             | –                | –                |
| 2013             | 10               | 0                |
| Összesen:        | 26               | 1                |

### Válogatott gólja
| #  | Dátum             | Helyszín                                    | Ellenfél   | Gól | Eredmény | Rendezvény                     |
| -- | ----------------- | ------------------------------------------- | ---------- | --- | -------- | ------------------------------ |
| 1. | 2010. november 1. | Estadio Andrés Quintana Roo, Cancún, Mexikó | Costa Rica | 3–0 | 4–0      | 2010-es női CONCACAF-aranykupa |